# Karische Fritillarie
Die Karische Fritillarie (Fritillaria carica) ist eine Pflanzenart aus der Gattung Fritillaria innerhalb der Familie der Liliengewächse (Liliaceae).

## Beschreibung

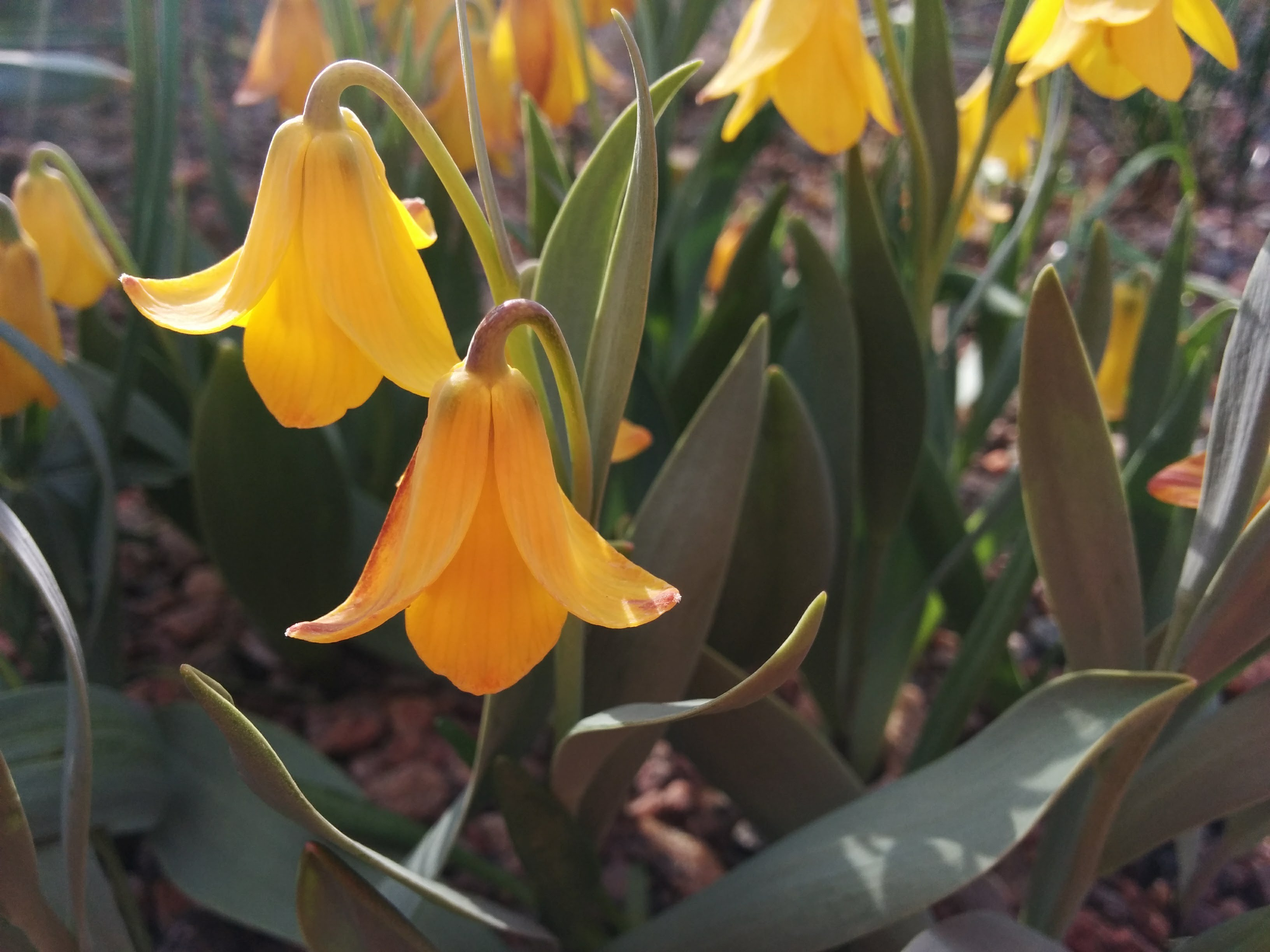
Blüten

### Vegetative Merkmale
Die Karische Fritillarie ist eine ausdauernde krautige Pflanze, die Wuchshöhen von 3 bis 15 Zentimeter erreicht. Als Überdauerungsorgane werden Zwiebeln gebildet. Die vier bis sieben, selten bis zu acht Laubblätter sind grau-grün, bei einer Länge von bis zu 7,5 Zentimetern sowie einer Breite von etwa 1,8 Zentimetern lanzettlich und meist gedreht.

### Generative Merkmale
Die Blütezeit liegt im April, selten dauert sie bis Mai. Je Pflanzenexemplar sind ein bis Blüten vorhanden. Die zwittrige Blüte ist dreizählig. Die Blütenhüllblätter sind 13 bis 20 Millimeter lang. Die inneren Blütenhüllblätter sind 8 bis 9 Millimeter, die äußeren 4 bis 7 Millimeter breit.
Die Chromosomenzahl beträgt für beide Unterarten 2n = 24.

## Systematik und Vorkommen
Die Erstbeschreibung von Fritillaria carica erfolgte 1975 durch Edward Martyn Rix in Kew Bulletin, Band 30, Teil 1, Seite 156.
Es gibt je nach Autor keine oder etwa zwei Unterarten:
- Fritillaria carica Rix subsp. carica: Die sechs oder sieben Laubblätter sind schmal-lanzettlich. Diese Unterart kommt in der westlichen Türkei und der Ost-Ägäis vor. Sie gedeiht meist auf Kalk in Kiefernwald und auf Felsen in Höhenlagen von 200 bis 1500 Metern.
- Fritillaria carica subsp. serpentinicola Rix: Die vier oder fünf Laubblätter sind breit-lanzettlich. Diese Unterart kommt in der westlichen Türkei (Provinzen Eskişehir, Antalya) vor.[2] Sie wächst an Standorten in Höhenlagen von ungefähr 1700 Meter zusammen mit Pinus spec. und Juniperus spec. Sie wird von manchen Autoren auch als eigene Art angesehen: Fritillaria serpenticola (Rix) Teksen & Aytaç.[4]

## Nutzung
Die Karische Fritillarie wird selten als Zierpflanze in Steingärten genutzt.